# Kevin Moeliker
Kevin Moeliker (Rotterdam, 27 mei 1980) is een voormalig Nederlands profvoetballer. Als doelman stond hij onder contract bij Dordrecht'90, N.E.C., Helmond Sport, Stormvogels Telstar, sc Heerenveen en Go Ahead Eagles.
Hij begon met voetballen bij BVV Barendrecht en speelde in de jeugd nog bij Feyenoord, Sparta Rotterdam en Dordrecht'90.
Na zijn profcarrière speelde hij vanaf 2009 nog als amateur bij FC Lienden en VV Bennekom.
Op 21 november 2009 was Moeliker als passagier betrokken bij een auto-ongeval. Hij reed mee bij toenmalige FC Twente-speler Theo Janssen, die te veel gedronken had. Hij lag twee weken in coma en was tot medio 2011 aan het revalideren.
Vanaf het seizoen 2009/10 was Moeliker actief bij de jeugdopleiding van Vitesse. In de seizoenen 2012/13 en 2013/14 was hij de hoofdtrainer/coach van Vitesse(/AGOVV) onder 15; in het seizoen 2014/15 had hij de onder-17-selectie onder zijn hoede en was hij assistent-trainer bij Jong Vitesse. Moeliker was daarnaast ook keeperstrainer bij de KNVB waar hij in het seizoen 2014/15 Oranje onder 19 trainde. Tussen 2019 en 2022 was hij actief in de jeugdopleiding van PSV bij de onder 16 en onder 17. Vanaf 2022 traint hij de onder 18 in de Voetbal Academie N.E.C..

## Profstatistieken
| Seizoen | Club                | Competitie     | Wedstrijden | Doelpunten |
| ------- | ------------------- | -------------- | ----------- | ---------- |
| 1998/99 | Dordrecht '90       | Eerste divisie | 14          | 0          |
| 1999/00 | Dordrecht '90       | Eerste divisie | 1           | 0          |
| 2000/01 | N.E.C.              | Eredivisie     | 0           | 0          |
| 2001/02 | N.E.C.              | Eredivisie     | 0           | 0          |
| 2002/03 | Helmond Sport       | Eerste divisie | 21          | 0          |
| 2003/04 | Stormvogels Telstar | Eerste divisie | 36          | 0          |
| 2004/05 | Stormvogels Telstar | Eerste divisie | 36          | 0          |
| 2005/06 | Stormvogels Telstar | Eerste divisie | 22          | 0          |
| 2006    | sc Heerenveen       | Eredivisie     | 0           | 0          |
| 2006/07 | Go Ahead Eagles     | Eerste divisie | 38          | 0          |
| 2007/08 | Go Ahead Eagles     | Eerste divisie | 38          | 0          |
| 2008/09 | Go Ahead Eagles     | Eerste divisie | 0           | 0          |
| Totaal  | Totaal              | Totaal         | 206         | 0          |